# 琦麻蝇属
琦麻蝇属（学名：Hosarcophaga）为麻蝇科的一个属。

## 下属物种
本属包括以下物种：
- 锯缘琦麻蝇 Hosarcophaga serrata Ho, 1938